# Microcos laurifolia
Microcos laurifolia är en malvaväxtart som först beskrevs av William Jackson Hooker och Maxwell Tylden Masters, och fick sitt nu gällande namn av Karl Ewald Maximilian Burret. Microcos laurifolia ingår i släktet Microcos och familjen malvaväxter. Inga underarter finns listade i Catalogue of Life.